# 톰 파크 (오스트레일리안 풋볼 선수)
톰 파크(Tom Park, 본명(本名)은 톰 윌리엄 조지 파크(Tom William George Park), 1954년 9월 4일 ~ )는 오스트레일리아 풋볼 선수였고 은퇴 후 잠시 스포츠 평론가 겸 광고 모델로도 활동하였다. 신장은 180cm이고 현역 당시 포지션은 윙맨이었다.

## 이력
오스트레일리아 빅토리아주 멜버른에서 출생하였으며 오스트레일리아 수도 준주 캔버라에서 잠시 유년기를 보낸 적이 있는 그는 1962년 오스트레일리안 풋볼 선수 첫 입문하였고 1973년 오스트레일리안 풋볼에 본격 입문하였으며 1989년 은퇴하였다. 이후 기업가로도 활약하였으며 1990년에서 2001년까지 스포츠 평론가로도 활약하였다.